# Plumariidae
Famille
Les Plumariidae sont la famille sœur de toutes les autres familles de Chrysidoidea. Très petite, elle ne compte que les six genres suivants :
- Plumarius Philippi, 1873
- Plumaroides Brothers, 1974
- Maplurius Roig-Alsina, 1994
- Mapluroides Roig-Alsina, 1994
- Myrmecopterina Bischoff, 1914
- Myrmecopterinella Day, 1977